# Faramurz
Abū Manṣūr Farāmarz (in persiano ابو منصور فرامرز‎), noto anche comunemente come Faramurz (Persia, ... – tra il 1070 e il 1080) fu un emiro della dinastia dei Kayukidi di Esfahan.
Primogenito di Ala al-Dawla Muhammad, nel 1051 fu sconfitto da Tughril, sultano dell'impero selgiuchide, e accettò di divenirne vassallo per conservare il titolo. Faramurz morì tra il 1070 e il 1080.